# Bølling Herred
Bølling Herred var et herred i Ringkøbing Amt. Det hed i Kong Valdemars Jordebog Bylænghæreth, og hørte i middelalderen under Hardsyssel. Fra senest omkring 1500 var det under Lundenæs Len, og fra 1660 Lundenæs Amt, indtil det i 1794 kom under det da oprettede Ringkøbing Amt.
Bølling Herred omgives mod nordvest og nord af Hind Herred, mod nordøst og øst af Hammerum Herred, mod syd af Nørre Horne Herred og mod sydvest af Ringkøbing Fjord. Den vestlige og sydvestllige del, der hører til Vesterhavsfladen og er lavtliggende og jævn, medens det øvrige, der består af den sydvestlige side af Skovbjerg Bakkeø, er mere højtliggende og noget bakket; højeste punkt er Store Momhøj på 95 moh. I den sydlige ende af herredet løber den nedre del af Skjern Å, som den og fra nord kommende Vorgod Å løber ud i.
I herredet ligger købstaden Skjern og følgende sogne:
- Brejning Sogn
- Bølling Sogn
- Dejbjerg Sogn
- Faster Sogn
- Fjelstervang Kirkedistrikt (Ej vist på kort)
- Hanning Sogn
- Herborg Sogn
- Nørre Vium Sogn
- Skjern Sogn
- Stavning Sogn
- Sædding Sogn
- Sønder Borris Sogn
- Sønder Lem Sogn
- Troldhede Sogn (Ej vist på kort)
- Videbæk Sogn
- Vorgod Sogn
- Ølstrup Sogn